# Franco Pian
Franco Enea Pian (Gradisca d'Isonzo, 16 febbraio 1922 – Milano, 18 gennaio 2019) è stato un calciatore italiano, di ruolo terzino sinistro.

## Carriera
Cresce nel Venezia, che lo cede dapprima al Pieris, nel campionato di Serie C 1940-1941 e l'anno successivo alla Salernitana..
Rientrato al Venezia, viene nuovamente ceduto e prosegue la carriera nel Pro Gorizia.
Nel 1947 viene acquistato dall'Inter: esordendo il 05.10.1947 a Genova, in Sampdoria-Inter, 1-4; disputerà 3 stagioni con i neroazzurri; partecipa alla tournée estiva dell'Inter negli U.S.A., per diffondere il gioco del calcio in terra americana.
Nel 1951, viene ceduto al Legnano, contribuendo a due storiche promozioni in Serie A, dove rimane per sei stagioni consecutive prima di concludere la carriera nella Biellese.

## Palmarès

### Club

#### Competizioni nazionali
- Serie C: 1

Pro Gorizia: 1942-1943